# Acid tiosulfuric
Acidul tiosulfuric este un oxoacid al sulfului cu formula H2S2O3. Sărurile sale se numesc tiosulfați, însă acidul în sine nu se poate obține prin acidularea acestora, deoarece este instabil în apă și se descompune rapid. Printre produșii de descompunere se găsesc: sulf, dioxid de sulf, hidrogen sulfurat, polisulfani, acid sulfuric și politionați, depinzând de condițiile de reacție.

## Obținere
Metode de obținere ale acidului tiosulfuric anhidru au fost dezvoltate de către Schmidt:
H2S + SO3 → H2S2O3·nEt2O (în eter dietilic la −78 °C )
Na2S2O3 + 2HCl → 2NaCl + H2S2O3·2Et2O  (în eter dietilic la −78 °C )
HSO3Cl + H2S → HCl + H2S2O3 (la temperaturi scăzute)